# 1924
| Calendário gregoriano                                                        | 1924 MCMXXIV                        |
| Ab urbe condita                                                              | 2677                                |
| Calendário arménio                                                           | 1373 – 1374                         |
| Calendário bahá'í                                                            | 80 – 81                             |
| Calendário budista                                                           | 2468                                |
| Calendário chinês                                                            | 4620 – 4621 Início a 5 de fevereiro |
| Calendário copta                                                             | 1640 – 1641                         |
| Calendário etíope                                                            | 1916 – 1917                         |
| Calendários hindus - Vikram Samvat - Calendário nacional indiano - Cáli Iuga | 1979 – 1980 1845 – 1846 5024 – 5025 |
| Calendário Holoceno                                                          | 11924                               |
| Calendário islâmico                                                          | 1343 – 1344                         |
| Calendário judaico                                                           | 5684 – 5685 Início a 29 de setembro |
| Calendário persa                                                             | 1302 – 1303 Início a 21 de março    |
| Calendário rúnico                                                            | 2174                                |
| Calendário solar tailandês                                                   | 2467                                |

1924 (MCMXXIV, na numeração romana) foi um ano bissexto do século XX do atual calendário gregoriano, da Era de Cristo, e as suas letras dominicais foram F e E (52 semanas), teve início a uma terça-feira e terminou a uma quarta-feira.
| Ano completo                          |
| ------------------------------------- |
| Ano bissexto com início à terça-feira |

## Eventos
- 21 de janeiro — Josef Stalin assume o poder na União Soviética após o falecimento de Vladimir Lenin.
- 25 de janeiro — Abertura dos Jogos Olímpicos de Inverno de 1924 em Chamonix, nos Alpes Franceses.
- 26 de janeiro — "Petrogrado" passa a se chamar "Leningrado" (São Petersburgo).
- 31 de janeiro — É aprovada a Constituição Soviética de 1924, desenvolvida no governo de Vladimir Lenin.
- 1 de fevereiro — O Reino Unido reconhece a União Soviética.
- 1 de abril — Adolf Hitler é condenado a 5 anos de prisão em Landsberg, por sua participação no Putsch da Cervejaria, mas cumpriu apenas 9 meses.
- 6 de abril — Fascistas vencem Eleições Legislativas na Itália.
- 4 de maio — Abertura dos Jogos Olímpicos de Verão de 1924 em Paris.
- 11 de maio — A Mercedes-Benz é formada pela fusão das empresas de propriedade de Gottlieb Daimler e Karl Benz.
- 5 de julho — Revolta Paulista de 1924, militares em São Paulo organizam um levante para depor o Presidente Artur Bernardes, que culmina no Tenentismo.
- 23 de julho — Comuna de Manaus, militares se rebelam contra o governo federal, tomando a cidade de Manaus por um mês, outro evento que faz parte do Tenentismo.
- 28 de outubro — Luís Carlos Prestes lidera um grupo de militares rebeldes em Santo Ângelo, no Rio Grande do Sul, dando início a Coluna Prestes, movimento ligado ao Tenentismo.
- 26 de novembro — A República Popular da Mongólia é proclamada.
- 24 de dezembro — A Albânia torna-se uma República.
- 30 de dezembro — O astrônomo americano Edwin Hubble anuncia que Andrômeda, anteriormente considerada uma nebulosa, é na verdade outra galáxia, e que a Via Láctea é apenas uma das muitas galáxias desse tipo no universo.

## Nascimentos
- 6 de janeiro — Kim Dae-jung, presidente da Coreia do Sul de 1998 a 2003 e Nobel da Paz 2000[1] (m. 2009).
- 14 de janeiro — Carole Cook, atriz norte-americana (m. 2023).
- 15 de janeiro — Georg Ratzinger, presbítero e músico alemão (m. 2020).
- 29 de janeiro — Bianca Maria Piccinino, jornalista e apresentadora de televisão italiana.
- 21 de fevereiro — Robert Mugabe, Primeiro-ministro e Presidente do Zimbábue (m. 2019).
- 3 de abril — Roza Shanina, franco-atiradora soviética. (m. 1945).
- 9 de abril — Joseph Nérette, presidente do Haiti de 1991 a 1992 (m. 2007).
- 24 de abril — Jocelyne LaGarde, atriz taitiana (m. 1979).
- 28 de abril — Kenneth Kaunda, Presidente da Zâmbia (m. 2021).
- 16 de maio — Dawda Kairaba Jawara, presidente da Gâmbia (m. 2019).
- 18 de maio — Priscilla Pointer, atriz americana (m. 2025).
- 27 de maio — Francisco Macías Nguema, presidente da Guiné Equatorial de 1968 a 1979 (m. 1979).
- 8 de junho — Jason Holliday, prostituto estadunidense (m. 1998).
- 12 de junho — George H. W. Bush, 41º Presidente dos Estados Unidos (m. 2018).
- 15 de junho — Ezer Weizman, presidente de Israel de 1983 a 1993 (m. 2005).
- 4 de julho — Delia Fiallo, escritora e roteirista cubana (m. 2021).
- 20 de julho — Robert Maurer, físico estadunidense.
- 25 de julho — Nelson Sargento, sambista brasileiro (m. 2021).
- 29 de julho — Wilson Figueiredo, escritor e jornalista brasileiro (m. 2025).
- 30 de julho — Angelines Fernández, atriz e comediante mexicana (m. 1994).
- 1 de agosto — Abedalá da Arábia Saudita, soberano saudita (m. 2015).
- 24 de agosto — Ahmadou Ahidjo, presidente dos Camarões de 1960 a 1982 (m. 1989).
- 2 de setembro
  - Daniel arap Moi, presidente do Quênia (m. 2020).
  - Ramón Valdés, ator e comediante mexicano (m. 1988).
  - Maria Lúcia Godoy, cantora lírica brasileira (m. 2025).
- 28 de setembro — Marcello Mastroianni, ator italiano (m. 1996).
- 30 de setembro — Hilda Rebello, atriz brasileira (m. 2019).
- 1 de outubro — Jimmy Carter, 39º Presidente dos Estados Unidos (m. 2024).
- 13 de outubro — Roberto Eduardo Viola, presidente da Argentina em 1981 (m. 1994).
- 10 de novembro — Phyllis Lyon, ativista e jornalista americana (m. 2020).
- 6 de dezembro — Wally Cox, ator americano (m. 1973).
- 7 de dezembro — Mário Soares, primeiro-ministro de Portugal de 1976 a 1978 e de 1983 a 1985 e  presidente da República Portuguesa de 1986 a 1996. (m. 2017).
- 13 de dezembro — Maria Riva, atriz e autora alemã-estadunidense.
- 25 de dezembro — Atal Bihari Vajpayee, político indiano. (m. 2018).

## Mortes
- 21 de janeiro — Vladimir Lenin, revolucionário e Chefe de Estado Russo de 1917 a 1924 (n. 1870).
- 3 de fevereiro — Thomas Woodrow Wilson 28.° Presidente dos EUA (n.1856).
- 31 de março — Nilo Peçanha, 7.° presidente do Brasil (n. 1867).

## Prémio Nobel
- Física: Karl Siegbahn.[2]
- Medicina: Willem Einthoven.[3]
- Literatura: Władysław Reymont.[4]
- Paz — não atribuído.
- Química — não atribuído.

## Por tema
- 1924 na arte
- 1924 no Brasil
- 1924 na ciência
- 1924 no cinema
- 1924 no desporto
- Divisões administrativas em 1924
- 1924 no jornalismo
- 1924 na literatura
- 1924 na música
- 1924 na política
- 1924 na rádio
- 1924 no teatro
- 1924 na televisão